# Raymond Domenech
Raymond Domenech (pronunțat [ʁɛmɔ̃ dɔmɛnɛk]; n. 24 ianuarie 1952 în Lyon) este un fost jucător de fotbal francez și fost antrenor al Franței (între 2004 și 2010).